# Kubhinde Daha
Kubhinde Daha – gaun wikas samiti w zachodniej części Nepalu w strefie Rapti w dystrykcie Salyan. Według nepalskiego spisu powszechnego z 2011 roku liczył on 1236 gospodarstw domowych i 7007 mieszkańców (3641 kobiet i 3366 mężczyzn).